# Taller de historia oral andina
El Taller de Historia Oral Andina es  una institución de investigación y taller de propuestas metodológicas ligadas con la construcción oral del conocimiento, elemento característico de las culturas de los andes. Entre los temas que ocupan su trabajo se encuentran:historia, relaciones de género, derechos y la cultura de los pueblos indígenas de los Andes de Bolivia y  su interrelación con la sociedad mestiza.

## Historia
El taller fue fundado por un grupo estudiantes de Sociología de la Universidad Mayor de San Andrés, alumnos de la socióloga Silvia Rivera Cusicanqui,quien también fuera parte del taller, entre los requisitos iniciales de admisión para sus miembros se encontraba el conocimiento de la lengua aimara o quechua, aunque con el tiempo este requisito fue flexibilizado para incluir otros miembros compatibles con sus objetivos.

## Obras
- “El indio Santos Marca T´ula. Cacique principal de los ayllus de Callapa y apoderado general de las comunidades originarias de la república”.
- “Los constructores de la ciudad. Tradiciones de lucha y trabajo del sindicato central de constructores y albañiles 1908-1980”
- “Mujeres y resistencia comunitaria: Historia y memoria”
- “Taraqu: Masacre, guerra y renovación en la biografía de Eduardo Nina Qhispe”

## Reconocimientos
En 2006 recibieron el Premio Nacional de Ciencias Sociales y Humanas Fundación PIEB, en su versión: “Premio Contribución Institucional al desarrollo de la investigación científica en ciencias sociales y humanas”.